# Софія Островська
Софія Островська (нар. 1958) — українська математикиня, яка цікавиться теорією ймовірностей та теорією наближень, відома своїми дослідженнями q-поліномів Бернштейна, q-аналогів поліномів Бернштейна. Вона також опублікувала роботи з інформатики щодо розробки програмного забезпечення. Вона є професором математики в університеті Атілім у Туреччині.

## Молодість та освіта
Островська народилася 26 вересня 1958 року в місті Слов'янськ, який тоді був частиною Радянського Союзу. Її батьки, Лариса Семенівна Кудіна та Йосип Островський, також були математиками, її молодший брат Михайло Островський став професором математики в Університеті Сент-Джона (Нью-Йорк).
Вона вивчала математику в Харківському державному університеті (перейменований на Харківський національний університет у 1999 році). Островська здобула ступінь бакалавра в 1977 році, ступінь магістра в 1980 році. Вона отримала ступінь доктора філософії у 1989 році в Київському державному університеті, якій було перейменованому на Київський національний університет імені Тараса Шевченка.

## Кар'єра
У період з 1984 по 1993 рр. була асистентом Харківського політехнічного інституту, з 1993 по 1995 рр. — доцентом Харківського державного університету. У 1995 році вона почала викладати у Харківському національному педагогічному університеті імені Г. С. Сковороди, а в 1996 році жінка переїхала до Туреччини, спочатку як доцент Університету Докуз Ейлюль в Ізмірі . У 2000 році вона стала повним професором Ізмірського технологічного інституту, а в 2001 році зайняла свою нинішню посаду в університеті Атілім.